# فرانك هانلي
فرانك هانلي هو سياسي كندي، ولد في 5 أبريل 1909 في مونتريال في كندا، وتوفي بنفس المكان في 23 يناير 2006. انتخب عضو الجمعية الوطنية في كيبك ‏ (1948 – 1970).